# Issam Tej
Issam Tej (en arabe : عصام تاج), né le 29 juillet 1979 à Tunis, est un joueur international tunisien de handball jouant au poste de pivot. Depuis novembre 2021, il est entraîneur du Angers SCO Handball.

## Biographie
Issam Tej a 12 ans lorsqu'il commence le handball dans un petit club de Tunis, le CO Transports. Après un passage au Stade tunisien, il est repéré par l'Espérance sportive de Tunis mais son club d'origine ne veut pas le libérer et le règlement l'oblige à une pause de deux ans. Quand il reprend, les événements s'enchaînent : une année en juniors, puis l'intégration en équipe une en même temps que les premières sélections nationales avec les juniors, le tout au poste de demi-centre. L'entraîneur de l'équipe nationale junior perçoit ses qualités au poste de pivot et, après sept ans en tant que demi-centre, une autre carrière débute donc à l'Espérance sportive de Tunis pour le joueur à 19 ans.
En mai 1999, il rejoint les rangs de l'équipe nationale tunisienne et participe à 22 ans à son premier championnat du monde en Égypte en 1999. S'il ne participe pas au mondial 2001, il remporte le championnat d'Afrique des nations en 2002 puis le statut de titulaire indiscutable d'Issam Tej est confirmé à l'occasion des championnats du monde 2003 et 2005 où l'équipe finit quatrième à domicile.
Le départ à l'étranger se décide grâce à l'aide de son ami Heykel Megannem puisque les deux hommes ont un passé commun de joueur de neuf ans avec notamment six ans ensemble en équipe nationale. Alors quand le SC Sélestat est à la recherche d'un pivot en 2003, le demi-centre du club alsacien n'hésite pas à lui proposer son vieux complice Tej. En Alsace, il est élu meilleur pivot du championnat de France durant deux saisons de suite, en 2005 et 2006 ; il est alors considéré comme le joueur de base après le départ d'Heykel Megannem pour l'USAM Nîmes en 2005. Il choisit de rester en France et de signer ensuite au club de Montpellier Handball en 2006.

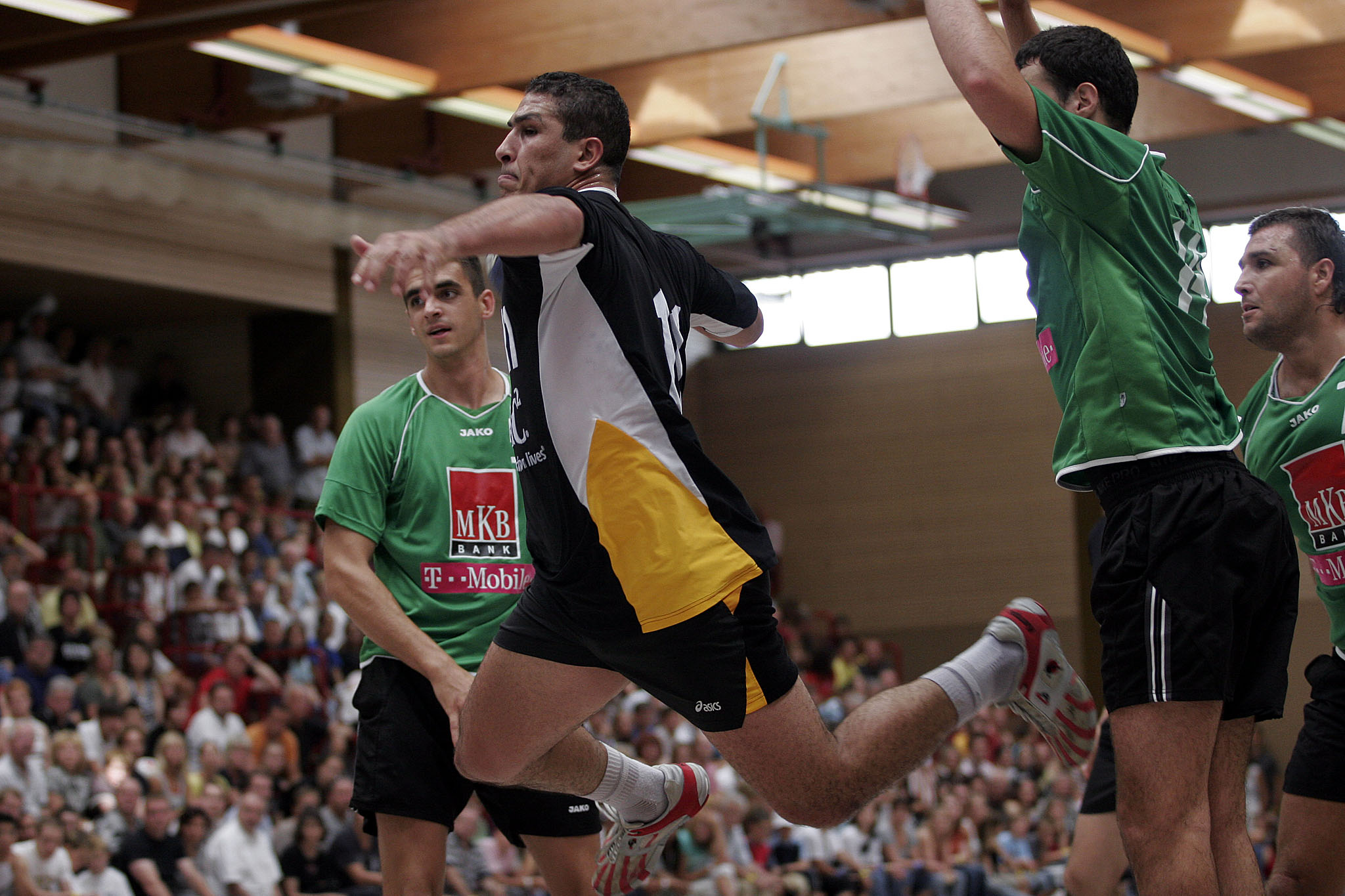
Issam Tej en 2007.

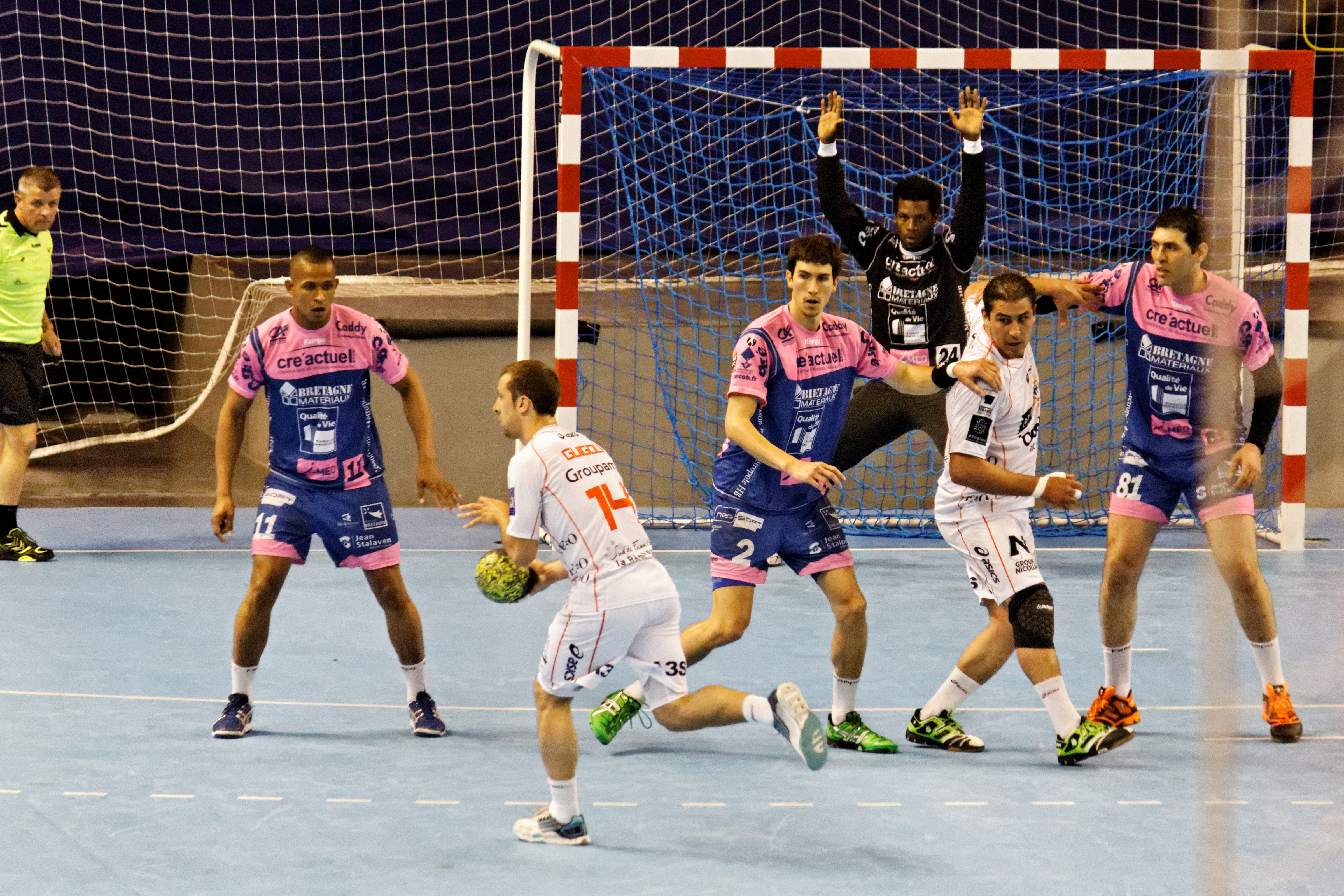
Issam Tej, maillot blanc, au cœur de la défense de Cesson Rennes en 2012.

Avec l'équipe montpelliéraine, il remporte cinq titres de champion de France, cinq coupes de France et six coupes de la Ligue française. Il est par ailleurs à trois nouvelles reprises le meilleur pivot du championnat de France en 2009-2010, 2011-2012 et 2012-2013.
Toutefois, à la suite du championnat du monde 2009, la fédération l'écarte temporairement pour « indiscipline, insolence et récidive ». Il remporte par la suite deux fois le championnat d'Afrique des nations, en 2010 et 2012.
Le 4 avril 2015, il annonce prendre sa retraite internationale pour passer plus de temps avec sa famille et se concentrer sur les objectifs de son club. Toutefois, il est rappelé pour jouer dans l'équipe qualifiée pour les Jeux olympiques de 2016.
Le 10 juillet 2015, il est reconnu coupable d'escroquerie par le tribunal de Montpellier dans l'affaire des paris suspects liés au match présumé truqué de mai 2012 entre Cesson et Montpellier.
Le 9 août 2015, il annonce qu'il quitte Montpellier pour rejoindre le club qatarien d'El Jaish. À l'intersaison 2017, son retour en France est annoncé à l'Union sportive de Créteil qui vient d'être relégué en deuxième division.
Après avoir mis un terme à sa carrière de joueur en 2018, il est nommé entraîneur-adjoint du Angers SCO Handball en 2019. Après avoir pris la tête de l'équipe en novembre 2021 seul puis en duo avec Denis Tristant à partir de janvier 2022, la direction du club lui renouvelle en juin 2022 la responsabilité de l'équipe professionnelle pour les deux saisons suivantes malgré la dernière place du club en D2.

## Palmarès

### Clubs
Compétitions nationales
- Vainqueur de la coupe de Tunisie (1) : 2002
- Vainqueur de la Supercoupe de Tunisie (1) : 2002
- Vainqueur du Championnat de France (5) : 2008, 2009, 2010, 2011, 2012
- Vainqueur de la coupe de France (5) : 2008, 2009, 2010, 2012, 2013
- Vainqueur de la coupe de la Ligue française (6) : 2007, 2008, 2010, 2011, 2012, 2014
- Vainqueur du Trophée des champions (2) : 2010, 2011
- Vainqueur du Championnat du Qatar (2) : 2016, 2017
- Vainqueur de la coupe du Prince du Qatar (2) : 2016, 2017
- Vainqueur de la coupe de l'Émir du Qatar (1) : 2016
- Finaliste de la coupe de l'Émir du Qatar : 2017
- Vainqueur de la coupe de la Fédération du Qatar (1) : 2017

Compétitions internationales
- Finaliste de la coupe de l'EHF : 2014
- Médaille de bronze à la coupe du monde des clubs 2012
- Vainqueur de la Ligue des champions d'Asie (1) : 2015
- Finaliste de la Ligue des champions d'Asie : 2016

### Sélection nationale
Jeux olympiques
- 10e aux Jeux olympiques de 2000 à Sydney ( Australie)
- Quart de finaliste aux Jeux olympiques de 2012 à Londres ( Royaume-Uni)
- Tour préliminaire aux Jeux olympiques de 2016 ( Brésil)

Championnat du monde de handball
- 12e au championnat du monde 1999 ( Égypte)
- 14e au championnat du monde 2003 ( Portugal)
- 4e au championnat du monde 2005 ( Tunisie)
- 11e au championnat du monde 2007 ( Allemagne)
- 17e au championnat du monde 2009 ( Croatie)
- 20e au championnat du monde 2011 ( Suède)
- 11e au championnat du monde 2013 ( Espagne)
- 15e au championnat du monde 2015 ( Qatar)
- 19e au Championnat du monde 2017  France

Coupe du monde de handball
- Médaillé d'argent à la coupe du monde 2006 ( Suède)

Championnat d'Afrique
- Médaille de bronze au championnat d'Afrique 2000 ( Algérie)
- Médaille d'or au championnat d'Afrique 2002 ( Maroc)
- Médaille d'argent au championnat d'Afrique 2004 ( Égypte)
- Médaille d'or au championnat d'Afrique 2006 ( Tunisie)
- Médaille d'argent au championnat d'Afrique 2008 ( Angola)
- Médaille d'or au championnat d'Afrique 2010 ( Égypte)
- Médaille d'or au championnat d'Afrique 2012 ( Maroc)
- Médaille d'argent au championnat d'Afrique 2014 ( Algérie)

Autres
- Médaillé d'argent aux Jeux méditerranéens de 2001 ( Tunisie)
- Médaillé de bronze aux Jeux méditerranéens de 2005 ( Espagne)

### Récompenses individuelles
- Élu meilleur pivot du championnat de France : 2004-2005[3], 2005-2006[4], 2009-2010[5], 2011-2012[6], 2012-2013[7], 2014-2015[16]
- Élu meilleur pivot du championnat d'Afrique des nations : 2004[17], 2008, 2010, 2012[18]
- Élu dans l'équipe « 7 France » par le journal L'Équipe : 2013[19].